# Las Juntas (Costa Rica)
Las Juntas es el distrito primero y ciudad cabecera del cantón de Abangares, en la provincia de Guanacaste, de Costa Rica.

## Ubicación
La ciudad de Las Juntas se encuentra a 81 km al sureste de Liberia, a una altitud de 150 m s. n. m.

## Geografía
Las Juntas cuenta con un área de 228,71 km² y una altitud media de 150 m s. n. m.

## Demografía
Para el año 2022, Las Juntas cuenta con una población estimada de 11 335 habitantes, y para el último censo efectuado, en 2011, Las Juntas contaba con una población de 9482 habitantes.

## Localidades
- Barrios: Taiwan, Invu, San Antonio, Centro, La Colina, El Campo, Jerusalén, Valle del Río, San Juan Chiquito, Cinco Esquinas, Bellavista,  Monte rio, Cinco Esquinas, La Gloria, Paso Ancho, San Antonio, San Jorge, Monte Río, San Pablo, San Francisco.
- Poblados: Blanco, Cecilia, Codornices, Concepción, Coyolito (parte), Chiqueros, Desjarretado, Irma, Jarquín (parte), Jesús, Lajas, Las Huacas (Parte), Limonal, Limonal Viejo, Matapalo, Naranjos Agrios, Palma, Peña, Puente de Tierra, Rancho Alegre (parte), Lourdes (Rancho Ania) (parte), San Cristóbal, Santa Lucía, Tortugal, Zapote.

## Transporte

### Carreteras
Al distrito lo atraviesan las siguientes rutas nacionales de carretera:
- Ruta nacional 1
- Ruta nacional 18
- Ruta nacional 145
- Ruta nacional 601
- Ruta nacional 602